# Port lotniczy Bowen
Lotnisko Bowen (ang. Bowen Field) – istniejący od początku lat 20. do lat 90. XX w. port lotniczy koło Port-au-Prince na Haiti.
Lotnisko powstało w czasie amerykańskiej okupacji Haiti. W 1919 stacjonowało tam kilka maszyn obserwacyjnego dywizjonu VO-9M USMC pod dowództwem kpt. Roya Geigera. Zostało nazwane imieniem por. Jamesa G. Bowena, który zginął tam po awarii silnika w samolocie Curtiss JN-4. W 1932 było lotniskiem USMC o rozmiarach 550 na 670 m, z czterema hangarami i łącznością radiową. Zostało rozbudowane w czasie II wojny światowej przez Pan Am na zlecenie władz amerykańskich, w ramach projektu wzmacniania obrony zachodniej hemisfery.
Lotnisko było główną bazą haitańskich sił powietrznych od ich utworzenia w 1943 do ich rozwiązania w 1994 roku.